# Juho Niemi
Juho (Jussi) Eino Kullervo Niemi, född 21 juli 1911 i Gamlakarleby, död 11 november 1981, var en finländsk jurist och politiker (Agrarförbundet). 

## Biografi
Niemi, som var son till handelsrepresentant Juho Jaakko Niemi och Saima Högström, blev student 1931, avlade högre rättsexamen 1937, och blev vicehäradshövding 1943. Han var biträdande kamrer och e.o. föredragande vid Vasa länsstyrelse 1938–1945, chef för juridiska avdelningen i Pellervo-Seura 1945–1951, jurist i SOK 1951–1952, verkställande direktör för Aura-bolagen från 1952 och direktionsordförande från 1964. Han var andra finansminister i V.J. Sukselainens och Martti Miettunens regeringar 1961–1962. Han var jurist i Valio 1945–1951, e.o. föredragande i Högsta förvaltningsdomstolen 1947, medlem av kyrkoförvaltningsnämnden i Helsingfors 1948–1963, ordförande 1954–1959, ordförande i Finska motionsidrottsförbundet 1962–1965 och i statens idrottsnämnd från 1965. Han skrev Litet om ståndsförhållandena i Lochteå i slutet av förra århundrandet (1938) samt juridiska artiklar i kooperativa och agrara publikationer.